# Víbia Aurélia Sabina
Víbia Aurélia Sabina (em latim: Vibia Aurelia Sabina; 170 – antes de 217), conhecida como Aurélia Sabina, foi uma nobre romana da gente Aurélia conhecida por ter sido a filha mais nova do imperador Marco Aurélio e da imperatriz-consorte Faustina, a Jovem. Ela era irmã da imperatriz-consorte Lucila, esposa do co-imperador Lúcio Vero, e do futuro imperador Cômodo. Seus avós maternos eram o imperador Antonino Pio e a imperatriz-consorte Faustina, a Maior, e os paternos eram Domícia Lucila e o pretor Marco Ânio Vero.

## História
É possível que Aurélia Sabia tenha nascido em Sírmio, na Panônia, onde seus pais estavam se preparando para uma campanha militar. Seu nome é uma homenagem à imperatriz-consorte Víbia Sabina, esposa do imperador Adriano, e ao pai dela, o famoso cônsul sufecto Lúcio Víbio Sabino. Víbia era tia-avó de seus pais, pois era irmã de Rupília Faustina, avó paterna de Marco Aurélio e avó materna de Faustina, a Jovem.
Por toda sua infância, Aurélia Sabina viajou por todo o Império na companhia dos pais. Em algum momento antes da morte de Marco Aurélio, em 180, ela foi prometida em casamento ao senador africano Lúcio Antíscio Burro, oriundo de Tíbilis, uma cidade perto de Hipona na província romana da África, com quem mais tarde se casou.

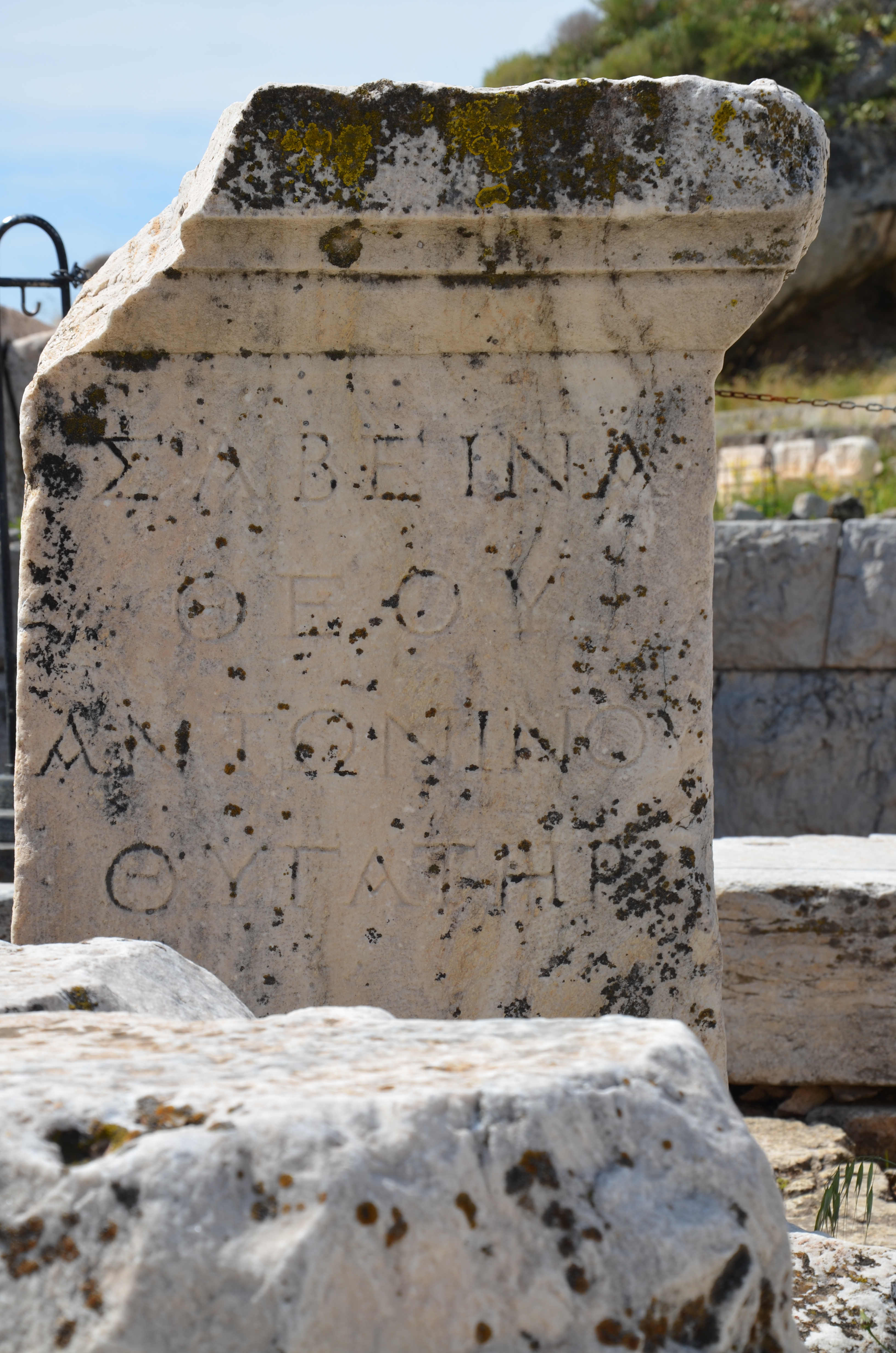
Base de uma estátua dedicada a Aurélia Sabina em Eleusis, na Grécia.

Depois da morte de seu pai, Cômodo, seu irmão mais velho, ascendeu ao trono. Aurélia Sabina e Antíscio Burro se casaram em Roma e foram para Tíbilis, onde passaram a morar. Em 181, seu marido serviu como cônsul. Em 188, ele se viu envolvido juntamente com vários outros senadores numa conspiração contra Cômodo e acabou sendo condenado à morte e executado.

### Anos finais
Aurélia Sabina não estava envolvida e sobreviveu às perseguições do irmão sem nunca sair da África romana. Ela se casou novamente, desta vez com Lúcio Aurélio Agáclito, um liberto grego de status equestre, e com ele viveu até a morte em Tíbilis. Aparentemente os dois não tiveram filhos.
Por causa de sua relação com a família imperial, Aurélia Sabina se tornou uma proeminente cidadã romana na região. Segundo inscrições encontradas em Tíbilis, ela foi uma importante benfeitora da cidade e de seus cidadãos, que fizeram dela uma cidadã honorária. Mesmo a vizinha cidade romano-bérbere de Calama foi promovida a colônia com o patrocínio de Aurélia Sabina.